# 신일호
신일호(1969년 8월 12일 ~)는 빙그레 이글스에서 뛰었던 전 야구 선수다. 통산 19경기 10타수 무안타 1득점을 기록했다.

## 출신 학교
- 경남고등학교
- 경성대학교

## 같이 보기
- 빙그레 이글스 연도별 선수 명단